# Stipa sicula
Il lino delle fate siciliano (Stipa sicula Moraldo et al., 1985) è una pianta appartenente alla famiglia delle Poaceae (Gramineae), endemica della zona delle Madonie in Sicilia.

## Distribuzione e habitat
Sicilia, Distretto Nord-orientale, presente nel Parco delle Madonie.